# Stavaliden
Stavaliden är ett naturreservat i Vindelns kommun i Västerbottens län.
Området är naturskyddat sedan 1997 och är 67 hektar stort. Reservatet omfattar ett område på och kring berget Stavaliden. Det består på högre områden av tallskog och på lägre av granskog.